# Алпатова, Ксения Михайловна
Ксения Михайловна Алпатова (19 августа 1999, Уфа) — российская футболистка, полузащитница казанского «Рубина». Выступала за сборную России.

## Биография
Воспитанница уфимской ДЮСШОР № 10, первый тренер — Анастасия Чистякова. В 2010 году принимала участие в финальном турнире первенства России по мини-футболу в своей возрастной категории, стала серебряным призёром и получила награду «открытие турнира».
В середине 2010-х годов начала выступать во взрослых соревнованиях по большому футболу за клуб «Уфа», игравший в первом дивизионе. Участница финального турнира первой лиги 2016 года.
В 2018 году перешла в ижевское «Торпедо», проводившее свой дебютный сезон в высшем дивизионе. Свой первый матч провела 18 апреля 2018 года против «Кубаночки», а всего в первом сезоне выходила на поле во всех 14 матчах. В 2019 году приняла участие в 18 из 19 матчей своей команды и стала автором одного гола — 20 мая 2019 года в игре против «Кубаночки» (1:1).
С 2020 года в течение двух сезонов играла за «Рязань-ВДВ». Стала автором первого гола команды в Суперлиге в 2021 году и лучшим бомбардиром клуба в 2021 году (7 голов). В начале 2022 года перешла в «Рубин». В конце 2022 года перешла в «Енисей». В январе 2025 года вернулась в «Рубин».
Выступала за молодёжную сборную России, сыграла 11 матчей, из них 3 — в отборочном турнире молодёжного чемпионата Европы. В июне 2021 года была вызвана на учебно-тренирочный сбор национальной сборной России. Первый матч за основную сборную России провела 4 июня 2024 года против сборной Уругвая.